# Guaracha (Colombia)
La guaracha, también conocida como zapateo o aleteo, es un género de música electrónica originario de Medellín, Colombia.  El género no está relacionado con la guaracha tradicional de Cuba. El género comenzó en la década de 2010 cuando los DJ colombianos, entre ellos Víctor Cárdenas y DJ Pereira de Medellín, comenzaron usar su cultura como inspiración para el nuevo género. Esto eventualmente llevó a tomar las trompetas festivas, los tambores y los acordeones de los arreglos tradicionales de cumbia (todos de la región Caribe de Colombia) y a usarlos junto con otros tipos de estilos nativos de Colombia, para llegar a un género de música electrónica de baile. Escuchada en todo el país, se ha convertido en uno de los géneros principales de las fiestas juveniles.